# Sibyla Mislovičová
Sibyla Mislovičová (ur. 30 czerwca 1958 w Bratysławie) – słowacka językoznawczyni, pisarka i tłumaczka. Zajmuje się słownictwem literackiego języka słowackiego, socjolingwistyką, kulturą języka oraz poradnictwem językowym.
Sekretarz naukowy Instytutu Językoznawstwa im. Ľudovíta Štúra. Znana jest z audycji Słowackiego Radia „Slovenčina na slovíčko”, popularyzującej wiedzę o języku słowackim. Autorka ponad dwudziestu książek dla dzieci. Redaktorka czasopisma „Kultúra slova”.

## Życiorys
W latach 1978–1982 studiowała słowacystykę i polonistykę na Wydziale Filozoficznym Uniwersytetu Komeńskiego w Bratysławie. W latach 1983–1984 pracowała w jednej ze szkół podstawowych w Bratysławie. W 1985 roku została zatrudniona w Instytucie Językoznawstwa im. Ľudovíta Štúra Słowackiej Akademii Nauk. W 2009 roku została sekretarzem naukowym instytutu, a w 2012 roku – kierownikiem wydziału terminologii i kultury języka.
Przyczyniła się do opracowania monografii zbiorowej Dynamika slovnej zásoby súčasnej slovenčiny (1989), tworząc rozdział o nazwach urządzeń. Jest to jedna z najbardziej istotnych publikacji Instytutu Językoznawstwa.
Pierwotnie zainteresowania badawcze Mislovičovej były skoncentrowane wokół języka mediów. Była członkinią Sekcji Językowej Radia Słowackiego.
W 2019 roku została uhonorowana Nagrodą za Naukę i Technikę (kategoria: Popularyzator nauki).

## Wybrana twórczość
- Slowakisch – Polnisch (1997)
- Cudzí výraz cheerleaders máme v slovenčine čím nahradiť (1999)
- Čechizmy v textoch noriem (2004)
- Pestujme si jazykovú kultúru (2004)
- Jazyk a jazykoveda v pohybe (2008)

Książki dla dzieci
- Ukážem ti slová (2013)
- Ukážem ti farby (2013)
- Veselé básničky o zatúlaných mláďatkách (2014)
- Školáčikova čítanka (2015)